# Jan Lucas van der Dussen

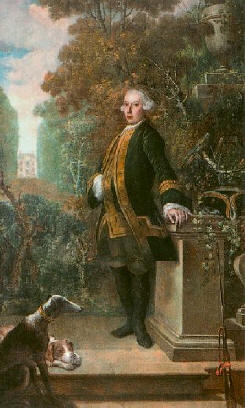
Jan Lucas van der Dussen, kamerbehangsel uit 1766. Geschilderd door H. Lapis

Jan Lucas van der Dussen, (Amsterdam, 2 januari 1724 - Amsterdam, 2 december 1773), was meesterknaap van de houtvesterij Gooiland. Hij was de zoon van de Baljuw en dijkgraaf van Amstelland Jacob van der Dussen (1683-1750) en Johanna Clara Pels (1695-1754).
Als meesterknaap van de houtvesterij van 't Gooijland kocht Jan Lucas van der Dussen op 23 juni 1755 kasteel Groeneveld in Baarn van Pieter Cornelis Hasselaer. Hij bewoonde dit met zijn broer Bruno (1714-1760) en diens vrouw Maria Johanna Schuyt (1721-1798). De broers besluiten samen tot een grote verbouwing. Zo werd in 1768 een nieuwe brug naar het voorplein gebouwd. Hij zou volgens het gerechtelijk archief in Baarn Huize Groeneveld uitbreiden met twee hofsteeden de eene genaemt Ravestein en de andere Wiltenburgs, met sijne schuur schaepshok bouw wei] en Veenland groot tussen de sestig en seeventig mergen. Item een huijsinge en herberge genaemt den EUeboogs. Eijndelijk de sogenaemde Baernse Veenackeren, alles staende en gelegen onder de hoge Heerlijkheid Baern te samen om sesduijsend guldtvolgens Coop Cedulle van den 28e Feb.: 1756.
Hij huwde op 42-jarige leeftijd in Baarn op 15 februari 1763 met de 25-jarige toneelspeelster Johanna Maria Chalon (1741-1775). Zij was de dochter van muzikant Hendrik Chalon en diens tweede vrouw Susanna van Bullingen. Bij de huwelijksintekening werd de bruidegom geassisteerd door de bode van huwelijkse zaken, Rutger van Poederoyen. Het huwelijk werd in alle stilte in Baarn voltrokken. Ze kregen samen acht kinderen, hun oudste kind was de latere politicus Jacob van der Dussen.
Jan Lucas van der Dussen overleed kort nadat hun achtste kind was geboren. Als kleinzoon van de invloedrijke burgemeester van Gouda Bruno van der Dussen werd zijn lichaam op 8 december 1773 bijgezet in de Van der Dussenkapel in de Sint Janskerk in Gouda. De 'kapel' bestaat uit een aantal graven, waarvoor in 1759 een, door Gijsbert van Dijk vervaardigd, smeedijzeren hek werd geplaatst. De 'kapel' werd gesticht door de overgrootvader van Jan Lucas, Jacob van der Dussen, die zelf de zorg droeg voor een andere grafkapel, die van zijn oom Hiëronymus van Beverningh, een taak die hij, volgens Van Dolder de Wit, "schromelijk verwaarloosde". Jacob van der Dussen werd als eerste in de door hem gestichte 'kapel' begraven. Jan Lucas heeft zich ook met de zaken rond het familiegraf bezig gehouden. Hij liet op zijn kosten een gildebord van het smidsgilde, dat tegen de muur van de grafkapel hing, verhangen. Drie jaar later, op 12 december 1775, werd zijn vrouw Maria Johanna op 34-jarige leeftijd bijgezet in de Van der Dussenkapel.
De erfgenamen verkochten het landgoed Groeneveld aan de inmiddels uit Indië teruggekeerde Pieter Cornelis Hasselaer. Dat Jan Lucas een kunstverzamelaar was bleek op de Amsterdamse veiling na zijn dood: de veilingcatalogus vermeldde maar liefst omvat 37 schilderijen, 754 tekeningen en 5646 prenten. In 1980 kwam bij een restauratie van Kasteel Groeneveld onder een latere schildering een geschilderd behangsel tevoorschijn waarop Jan Lucas staat afgebeeld.